# Verwaltungsgemeinschaft Hinterschmiding
Die Verwaltungsgemeinschaft Hinterschmiding liegt im niederbayerischen Landkreis Freyung-Grafenau und wird von folgenden Gemeinden gebildet:
1. Hinterschmiding, 2471 Einwohner, 21,03 km²
2. Philippsreut, 605 Einwohner, 10,22 km²

Sitz der Verwaltungsgemeinschaft ist Hinterschmiding.
Der Verwaltungsgemeinschaft gehörte von der Gründung am 1. Mai 1978 bis 31. Dezember 1979 auch die Gemeinde Grainet an.